# Zorzines okinawensis
Zorzines okinawensis är en fjärilsart som beskrevs av Inoue 1982. Zorzines okinawensis ingår i släktet Zorzines och familjen nattflyn. Inga underarter finns listade i Catalogue of Life.